# Alice in Concert

Alice in Concert est une comédie musicale américaine d'Elizabeth Swados et Joseph Papp, d'après Alice au pays des merveilles, de Lewis Carroll. Elle fut jouée entre 1980 et 1981, avec Meryl Streep dans le rôle d'Alice.